# Geneviève Boullogne
Pour les articles homonymes, voir Famille de Boullogne et Boullogne.
Geneviève Boullogne, Boullongne ou Boulogne, née le 22 août 1645 et morte le 5 ou 7 août 1708, est une peintre française, membre de l'Académie royale de peinture et de sculpture.

## Biographie
Née à Paris, elle est la sœur des peintres Bon, Madeleine et Louis. Elle est formée par son père Louis Boullogne et a collaboré avec Madeleine sur les grands appartements du château de Versailles. Elle travaille ensuite à Aix-en-Provence (où elle est morte) et épouse le sculpteur Jean-Jacques Clérion.
Elle et sa sœur sont admises à l'Académie royale de peinture et de sculpture le 7 décembre 1669. Elle peint principalement des sujets historiques et des natures mortes, en particulier de fleurs et de fruits.